# African American Museum in Philadelphia
L'African American Museum in Philadelphia (AAMP) est un musée consacré à la culture afro-américaine situé dans la ville de Philadelphie en Pennsylvanie.

## Histoire
Le projet du musée est lancé par l'historien Charles L. Blockson professeur à l'université Temple , . C'est la première institution construite et financée par la mairie de Philadelphie destinée à la préservation de l'héritage social et culturel afro-américain.
Sa construction est à comprendre dans le contexte de l'histoire américaine. Philadelphie première capitale des États-Unis, où fut rédigée et promulguée la Constitution des États-Uniss et ses amendements en 1787 et 1790 est un haut lieu de l'histoire américaine. À l'occasion du bicentenaire de la déclaration d'indépendance des États-Unis la ville s’attendait à une affluence de plus de 100 millions de visiteurs, c'était l'occasion de faire connaître à un large public l'histoire des Afro-Américains aussi bien aux États-Unis qu'à Philadelphie.
Le musée ouvre ses portes au public en 1976 pendant les célébrations du bicentenaire de la déclaration d'indépendance des États-Unis. Il est alors le premier musée consacré à l'histoire des Afro-Américains et aux traditions des Afro-Américains. Son premier directeur est Charles H. Wesley (en).
En 2009, lors des travaux de restauration sont ajoutées de nouvelles salles consacrées à des expositions temporaires, à la culture afro-américaine. Avec les dons du Philadelphia Commercial Museum (en) en 2003, le musée possède la plus grande collection d’œuvres d'art afro-américaines, .

## Les thèmes du musée
Les salles abordent les grandes étapes de l'histoire socio-culturelle des Afro-Américains :
- Les origines de l'histoire des Afro-Américains aux États-Unis
- L'esclavage aux États-Unis
- Les Noirs affranchis et l'abolitionnisme
- La guerre de Sécession
- La Reconstruction après la guerre de Sécession
- L’ère de Booker T. Washington
- Les impacts de la Première Guerre mondiale et la grande migration afro-américaine
- Marcus Garvey et la Renaissance de Harlem
- La vie des Afro-Américains pendant la Grande Dépression et le New Deal
- La Seconde Guerre mondiale
- Le mouvement des droits civiques aux États-Unis
- L'urbanisation et ses remaniements
- Les nouvelles directions
- Les avancées politiques
- Les contributions à la vie américaine : cinéma, télévision, musique, littérature, sports.